# Islamfeindlichkeit
Als Islamfeindlichkeit wird eine grundsätzliche und pauschalisierende Feindseligkeit gegenüber dem Islam bezeichnet. Daneben existieren die Bezeichnungen und Konzepte Muslimfeindlichkeit, Islamophobie und antimuslimischer Rassismus, die unterschiedliche Schwerpunkte und Wertungen bei der Betrachtung des Phänomens setzen. Umstritten ist, ob Islamfeindlichkeit als Form des Rassismus oder als eine ähnliche Form gruppenbezogener Menschenfeindlichkeit zu betrachten sei, da der Islam nicht auf bestimmte Ethnien beschränkt ist. Vertretern und Organisationen des politischen Islam wird zuweilen allerdings vorgeworfen, Islamfeindlichkeit, Islamophobie oder antimuslimischer Rassismus als Kampfbegriffe zu verwenden, um sich generell gegen jede Form der Kritik zu immunisieren.

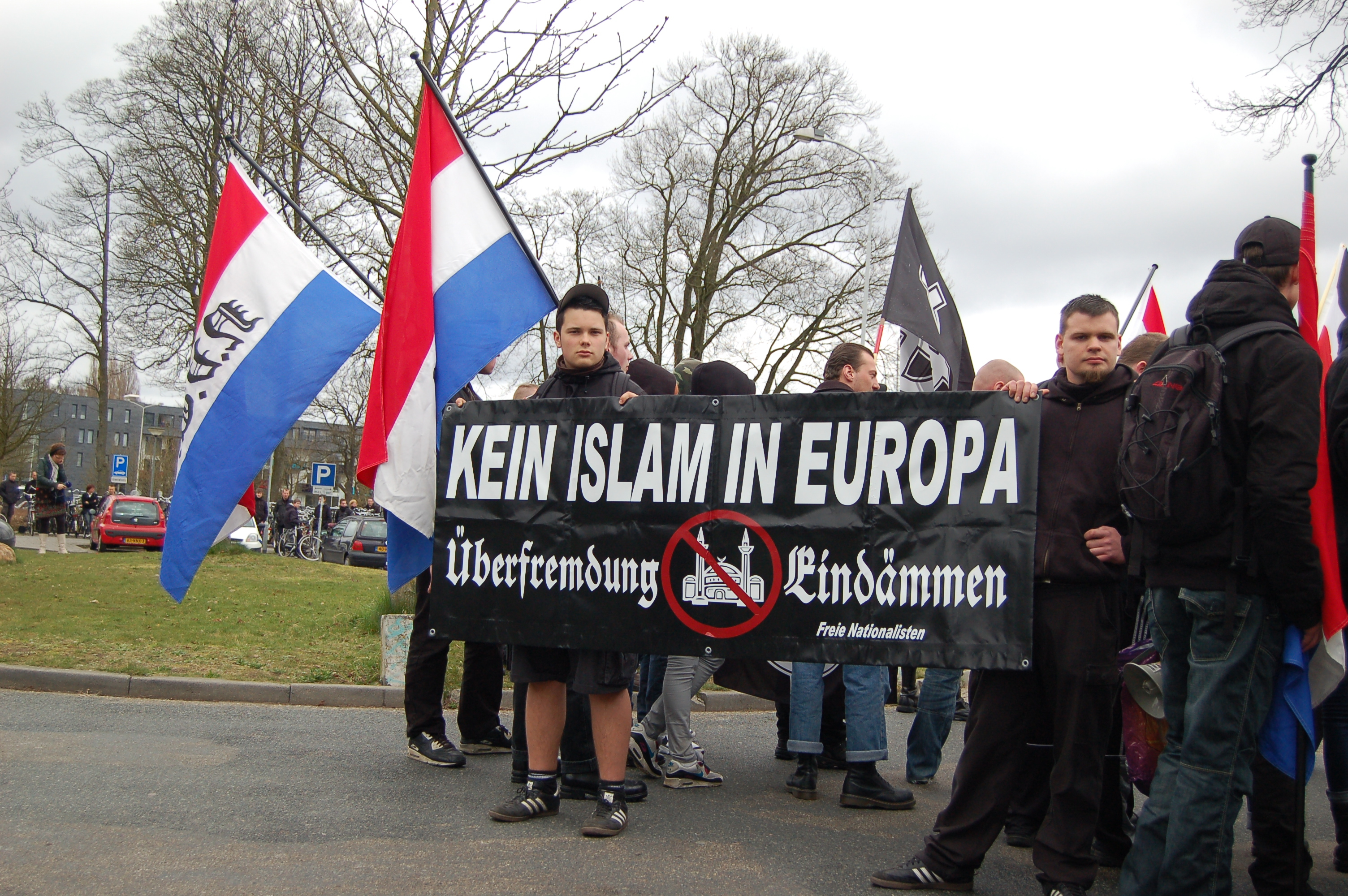
Teilnehmer einer islamfeindlichen Demonstration der Niederländischen Volksunion (NVU) in Ede tragen ein Transparent mit der Aufschrift „Kein Islam in Europa“ (2011)

## Definition und Benennung

### Definitionen
Laut dem britischen Soziologen Chris Allen schaffe Islamfeindlichkeit eine Wirklichkeit, in der es als normal gelte, Muslime als grundsätzlich verschieden von Nichtmuslimen anzusehen und sie folglich auch ungleich zu behandeln. Islamfeindlichkeit hat erst in den letzten Jahren mediale Aufmerksamkeit erfahren. Die Anfänge der modernen Islamfeindlichkeit reichen jedoch weit ins 20. Jahrhundert zurück und haben mehrere historische Vorläufer, etwa im mittelalterlich-christlichen Bild des Islams, aber auch im westlichen Orientalismus der Neuzeit. Die wissenschaftliche Auseinandersetzung mit der Islamfeindlichkeit setzte vergleichsweise spät ein. Die erste umfassende Studie des Phänomens sowie der Versuch einer Definition stammen aus dem Jahr 1997. Benennung, Einordnung und Reichweite des Begriffs sind seitdem umstritten.
Chris Allen definiert Islamfeindlichkeit als eine Ideologie, die Muslime und den Islam als das negativ konnotierte „Andere“ konstruiert und damit von der Gruppe ausschließt, mit der man sich selbst identifiziert. Islamfeindlichkeit verbreite einseitig negative Sichtweisen über Islam und Muslime und diskriminiere Letztere gegenüber anderen Menschen. Muslime identifiziere sie anhand vermeintlicher oder tatsächlicher Merkmale und Eigenheiten des Islams, also nicht anhand des Selbstbildes der betroffenen Personen. Allen betont, dass Islamfeindlichkeit nicht immer explizit zum Ausdruck gebracht werde. Vielmehr sei sie auch in alltäglichen Praktiken und Diskursen vorhanden, ohne dass sich die darin Involvierten notwendigerweise als islamfeindlich verstehen müssen. Die Diskriminierung von Muslimen äußere sich folglich auch in Handlungen und Äußerungen, die von allen Beteiligten als selbstverständlich wahrgenommen werden. Islamfeindlichkeit ziele darauf ab, negative Wahrnehmungen von Muslimen und Islam als „Wissen“ zu etablieren, also als für objektiv wahr gehaltene Aussagen. Gleichzeitig strebe sie auch eine politische und soziale Benachteiligung von Muslimen in der Gesellschaft an. Laut Allen seien konkrete Inhalte deshalb auch von geringerer Bedeutung, da sie über die Zeit durch andere ersetzt werden könnten und Islamfeindlichkeit wandelbar sei – abgesehen von der negativen Bewertung des Islams und der Muslime an sich. Dennoch seien historische Kontinuitäten empirisch beobachtbar.
Allen bezeichnet Islamfeindlichkeit als eine dem Rassismus verwandte, aber nicht identische Ideologie; zu ihrer Rechtfertigung würden schließlich vor allem kulturelle Argumentationsmuster verwendet. Ein solcher kultureller Rassismus sei nicht nur problematisch, weil er innerhalb der Rassismusforschung umstritten sei. Die „Kulturalisierung“ von Islam und Muslimen trage überdies dazu bei, dass beide als homogen und monolithisch gesehen würden. Da man bei der Definition einer islamischen Kultur von einer bestimmten Ausprägung des Islam beziehungsweise Verfassung der Muslime ausgehen müsse, nehme man in Kauf, sowohl die Religion als auch die Menschen über deren Kopf hinweg zu kategorisieren.
In dieser Haltung findet Allen bei Robert Miles und Malcolm D. Brown Zustimmung, die in ihren Publikationen ebenfalls die Unterschiede zwischen Rassismus und Islamfeindlichkeit betonen: Zwar gebe es inhaltliche und funktionelle Überschneidung zwischen beiden Phänomenen, beide seien jedoch genauso voneinander zu trennen wie von Sexismus oder Homophobie, wenn man eine Inflation des Rassismuskonzepts vermeiden und die historischen Eigenheiten der Islamfeindlichkeit berücksichtigen wolle. Im Gegensatz dazu haben vor allem Rassismustheoretiker wie Étienne Balibar und David Theo Goldberg die Ansicht vertreten, dass Islamfeindlichkeit ebenso wie moderner Antisemitismus lediglich eine von vielen Formen des Rassismus sei. Sie sehen sowohl Kultur als auch Rasse als sozial konstruierte Kategorien, denen keine reale Essenz zugrunde liege. Gleichzeitig betonen sie die Verschmelzung religiöser Aspekte mit klassischen biologisch-rassistischen Diskursen.
Nach dem Islamwissenschaftler und Verfassungsschutz-Mitarbeiter Olaf Farschid sind folgende Ideologien Merkmale von Islamfeindlichkeit: (1) Die Annahme einer „unüberbrückbaren kulturellen Verschiedenheit von Muslimen und Nichtmuslimen“; (2) Die Annahme, Islam und Demokratie seien „grundsätzlich unvereinbar und Muslime daher in westlichen Gesellschaften niemals integrierbar“; (3) Die Annahme „Gewalt gehört konstitutiv zum Islam“; (4) Die Annahme, „Muslime betreiben eine heimliche Islamisierungsstrategie“; (5) Die Sorge „vor der angeblich bevorstehenden Einführung islamischer Traditionen und Normen in europäische Gesellschaften“; (6) Die Annahme, „Muslime arbeiten mit bewusster Täuschung“ und (7) die „Gleichsetzung von Islam und Totalität, die aus dem Islam eine Ideologie macht und ihm den Status einer Religion abspricht.“

### Benennungsfragen und Abgrenzungsproblematiken
Die englischen beziehungsweise französischen Ausdrücke „islamophobia“/„islamophobie“ lehnen sich an das dem Griechischen entlehnte Wort „Xenophobia“ (Fremdenfeindlichkeit) an. Diese Bezeichnung gilt als problematisch, weil der Wortbestandteil der Phobie auf eine krankhafte beziehungsweise psychische Ursache des Phänomens hindeutet und es damit pathologisiert.
Der Begriff wurde 1997 erstmals in einer wissenschaftlichen Studie des britischen „Runnymede Trust“ verwendet („Islamophobia – A Challenge for all of us“; „Islamophobie – eine Herausforderung für uns alle“).
Insbesondere wird auch der Fokus auf den Islam statt auf die betroffenen Individuen, die Muslime, als problematisch kritisiert. Yasemin Shooman befürwortet aus diesem Grund die Verwendung der Bezeichnung „antimuslimischer Rassismus“ beziehungsweise „anti-Muslim racism“. Damit sollen die Parallelen zu klassischen Rassismen unterstrichen und Muslime ausdrücklich als Opfer des Phänomens benannt werden. Allen weist ähnliche Vorschläge mit Verweis auf die Unterschiede zwischen Islamfeindlichkeit und Rassismus zurück und meint, dass keiner der Ausdrücke in der Lage sei, die komplexen Strategien zu erfassen, in denen Muslime indirekt über den Islam angegriffen würden oder der Islam als ganzes, nicht aber Muslime, im Fokus der Feindseligkeit stünden. Als Konsequenz argumentiert er dafür, vorerst bei den etablierten Ausdrücken zu bleiben.
Armin Pfahl-Traughber vertritt die Auffassung, dass es bei der Unterscheidung von Begriffen wie Islamophobie, Islamfeindschaft, Islamkritik, Muslimenfeindlichkeit und Muslimenkritik „keineswegs nur um einen Streit um Worte“ gehe. Hinter den Begriffen stünden vielmehr „unterschiedliche Inhalte, die sich zwischen den beiden Polen einer aufklärerisch-menschenrechtlichen Islamkritik einerseits und einer fremdenfeindlich-hetzerischen Muslimenfeindlichkeit andererseits bewegen“. Er plädiert für eine klare Trennung zwischen den Begriffen und eine Versachlichung einer Debatte, in der bei einer nicht zu vernachlässigenden Grauzone sowohl immer wieder Islamkritiker, die „einzelne Bestandteile oder Auslegungen der Religion und deren Wirken in der Gesellschaft hinterfrag[en]“, als „Islamfeinde“ diffamiert würden, als auch tatsächliche Muslimenfeinde ihre Ressentiments als „Islamkritik“ behaupteten.
Der Soziologe und Antisemitismus-Beauftragte Berlins Samuel Salzborn argumentiert dafür, den Begriff der Islamophobie gänzlich zu verwerfen. Nur Islamisten und Rechtsextremisten würden von der Unschärfe des Begriffs profitieren. Zudem werde seiner Ansicht nach der Begriff Islamophobie insbesondere von islamistischen Gruppierungen verwendet, die sich damit gegen Kritik an ihren eigenen demokratiefeindlichen Äußerungen und Taten zu immunisieren versuchen. Der französische Sozialwissenschaftler Gilles Kepel, der auch an der London School of Economics and Political Science lehrt, beklagte, dass zunehmend oft Lehrveranstaltungen und öffentliche Vorträge von Wissenschaftlern, die sich kritisch mit dem Islam auseinandersetzen, von pro-islamischen Gruppierungen mit dem Kampfbegriff der „Islamophobie“ gestört würden.

## Diskussion von Parallelen von Islamfeindlichkeit und Antisemitismus
Das Verhältnis zwischen Antisemitismus und Islamfeindlichkeit ist seit einigen Jahrzehnten Gegenstand wissenschaftlicher Analysen und Debatten. Etienne Balibar verwies schon 1988 auf Antisemitismus, um die „Feindschaft gegenüber Arabern“ begreiflich zu machen. Unter anderem beschäftigten sich auch Konferenzen der Europäischen Stelle zur Beobachtung von Rassismus und Fremdenfeindlichkeit (EUMC) und der OSZE mit diesem Thema, weitere Studien wurden durch Historiker wie Dan Diner, Matti Bunzl und David Cesarani durchgeführt.
Die Vergleichbarkeit von Antisemitismus und Islamfeindlichkeit ist umstritten. So kritisierten Autoren wie Daniel Goldhagen, Matthias Küntzel und Clemens Heni den Vergleich 2008 als Gleichsetzung, die qualitative Unterschiede zwischen beiden Vorurteilsstrukturen verwische und damit Gefahr laufe, die Besonderheiten des Holocaust einzuebnen. Wolfgang Benz vertritt dagegen den Standpunkt, „die Antisemiten des 19. Jahrhunderts und manche ‚Islamkritiker‘ des 21. Jahrhunderts arbeiten mit ähnlichen Mitteln an ihrem Feindbild“. Gemeinsam sei antisemitischen wie islamophoben Vorurteilen „die Einteilung in Gut und Böse sowie das Phänomen der Ausgrenzung“. Beim Vergleich von Antisemitismus und Islamfeindlichkeit sei jedoch ein grundlegender Unterschied festzustellen: „Im Gegensatz zum ausgehenden 19. Jahrhundert geht es heute nicht mehr um die Emanzipation der Juden, sondern um die Integration der Muslime“. Eine Gleichsetzung von Islamfeindlichkeit und Antisemitismus lehnt Benz ab, er vergleicht „die Methoden der Ausgrenzung“. So wie es eine Methode „irgendwelcher ‚Experten‘“ gewesen sei, Judenfeindschaft zunächst mit Inhalten des Talmud und später aus rassistischer Sicht durch „jüdische“ Gene zu begründen, durch die Juden „zum Bösen geführt“ sein sollten, gebe es heute Experten, die ähnlich argumentierten: „Was früher Talmud-Hetze war, ist jetzt Koran-Hetze. Man stigmatisiert eine Minderheit als gefährlich, weil es ihr angeblich die Religion befiehlt.“ Micha Brumlik, der auf semantische Überschneidungen in den Äußerungen Treitschkes und Sarrazins hinwies, und Norbert Frei gaben Benz hinsichtlich der sozialpsychologischen Vergleichbarkeit heutiger Islamfeindlichkeit mit der Judenfeindschaft des späten 19. und frühen 20. Jahrhunderts Recht. Auch Salomon Korn und Sabine Schiffer sahen ähnliche Parallelen. Der Politik- und Islamwissenschaftler Thorsten Gerald Schneiders weist darauf hin, dass die Debatte über die Parallelen von Antisemitismus und Islamfeindlichkeit auch vor dem Hintergrund des islamfeindlichen Diskurses betrachtet werden müsse. Die Relevanz von Islamfeindlichkeit werde durch solche Vergleiche aufgewertet, was vor allem Protagonisten und Sympathisanten der islamfeindlichen Szene nicht recht sein könne.
Der These der Ähnlichkeit von Antisemitismus und Islamfeindlichkeit widersprach dagegen unter anderem Julius H. Schoeps, der argumentiert, es fehle der Islamfeindlichkeit an „parallelen Wahnvorstellungen“, also Entsprechungen zu etwa den Ritualmordlegenden und der Theorie des Weltjudentums. Matti Bunzl lehnt den Vergleich nicht völlig ab, betonte aber, die Islamfeindlichkeit sei, im Gegensatz zum historisch gewachsenen Antisemitismus, ein Phänomen, das erst zum Anfang des 21. Jahrhunderts aufgekommen sei. Heribert Schiedel ist der Ansicht, dass der Antisemitismus deduktiv vorgehe, die einzelnen Juden würden also in eine zuvor bestehende genaue Vorstellung vom Judentum gepresst, der antimuslimische Rassismus hingegen induktiv, er verallgemeinere und schließe von einem oder mehreren auf alle Muslime. Ihm fehle auch die den Antisemitismus kennzeichnende „doppelte Unterscheidung“: die Definition von Juden einerseits „als gemeinschaftsfremde Gruppe“, andererseits ihre Identifizierung „mit der die Gemeinschaft zersetzenden Moderne“. Der Antisemitismus erlaube es, „die ganze (soziale) Misere aus einem einzigen Punkt heraus zu begreifen und ursächlich auf einen Schuldigen zurückzuführen“. Ähnlich argumentiert Volker Weiß, der betont, dass der Antisemitismus „ein viel dichteres Weltbild zu einer Abwehr der Aufklärung“ biete. Die von der Rechten für schädlich gehaltenen Begleiterscheinungen der universalistisch ausgerichteten Moderne (Säkularisierung, Frauenemanzipation, Kulturindustrie, Marxismus, Liberalismus) würden nicht dem Islam angelastet, dessen Aufstieg zur Bedrohung „als Folgeerscheinung des Universalismus“ gelte, dessen unmittelbare Gestalt vom Antisemiten im Judentum gesehen werde. Nach Monika Schwarz-Friesel fehlt das Tertium Comparationis zum Vergleich der Phänomene. Ein weiteres Argument gegen den Vergleich ist die Aussage, dass im Gegensatz zu Juden von einigen Muslimen tatsächlich reale Gewalt und Terrorismus unter explizitem Hinweis auf die Religion ausgehe.
Die Frankfurter Allgemeine Zeitung führt an, es wäre falsch zu behaupten, „dass der Islam selbst und das Verhalten der Muslime keinen Anteil daran haben, dass negative Ansichten über sie entstehen. Juden haben nie Terrorangriffe auf Zivilisten durchgeführt, Fatwas gegen Cartoonisten ausgesprochen, die krummnasige Rabbis gezeichnet hätten, oder öffentlich zum Ziel erklärt, den europäischen Kontinent zu ‚erobern‘, wie das prominente muslimische Vertreter wiederholt getan haben. Jüdische Schulen haben ihre Zöglinge nicht mit Hass auf die westliche Zivilisation indoktriniert“. Henryk M. Broder fügte hinzu, dass Antisemitismus „auf hysterischen Ängsten, Erfindungen, Projektionen und Neidgefühlen“ beruhe, während die Islamkritik „eine reale Basis“ habe, „die jedes Vorurteil über die dem Islam innewohnende Toleranz in ein gefestigtes Urteil“ verwandle. Dem widersprach Mathias Brodkorb, Broder verkenne das Wesen des nationalsozialistischen Antisemitismus. Dieser sei nicht in erster Linie „von mittelalterlich verbürgten Abstrusitäten wie der These von den ‚Brunnenvergiftern‘ oder ‚rituellen Kindstötern‘“ konstruiert, sondern im Gegenteil aus verschiedenen „Erfahrungen, die er allerdings […] in abstruser und unzulässiger Weise im Rahmen einer Sündenbocktheorie verallgemeinerte“, weshalb ein Vergleich zulässig sei.
Auch in einer Stellungnahme des Jüdischen Kulturvereins Berlin wurde die Islamfeindlichkeit des 21. Jahrhunderts mit Antisemitismus verglichen: „Zunehmend scheinen Antisemitismus und Islamophobie zwei Seiten jener Medaille zu sein, in die stereotypes Handeln und neues Unverständnis mit großen Lettern eingraviert sind.“

## Inhalte, Funktion und Folgen
Islamfeindlichkeit kann – je nach zeitlichem, regionalem und politischem Kontext – sehr verschiedene Formen annehmen. Ihre vordergründigen Inhalte können sich leicht wandeln, ohne dass dabei der anti-islamische und anti-muslimische Kern angetastet würde. Sie zeigt jedoch, ausgehend von ihrer ideologischen Grundannahme, stets ähnliche Funktionen und Wirkungsweisen.
Für die Islamfeindlichkeit spielen äußere Zeichen und Symbole eine wichtige Rolle. Sie dienen nicht nur der Identifikation von Muslimen, etwa einer Kopftuchträgerin als Muslima, sondern auch der Repräsentation von Muslimen und Islam. So wird eine Moschee nicht nur als architekturelles Symbol für die Anwesenheit von Muslimen, sondern als Wahrzeichen aller negativen Eigenschaften des Islams und der Muslime wahrgenommen. Chris Allen bezeichnet die Moschee in diesem Fall als „Zeichen“, während die Negativbilder von Muslimen und Islam das „Bezeichnete“ beziehungsweise die Bedeutung darstellen. Die Islamfeindlichkeit kennt eine Vielzahl solcher Zeichen, etwa Hidschābs, halāl-zertifizierte Lebensmittel oder den Koran, die alle dieselbe Funktion erfüllen. Sie werden in einer „konzeptuellen Landkarte“ verortet, auf der ihnen eine spezifische Rolle in der Negativdeutung von Muslimen und Islam zukommt. Über diese Landkarte lassen sich einzelne Zeichen in den bestehenden ideologischen Kontext einordnen, mittels einzelner Zeichen können aber auch negative Vorstellungen zu ihrem Träger, dem Muslim, transportiert werden.

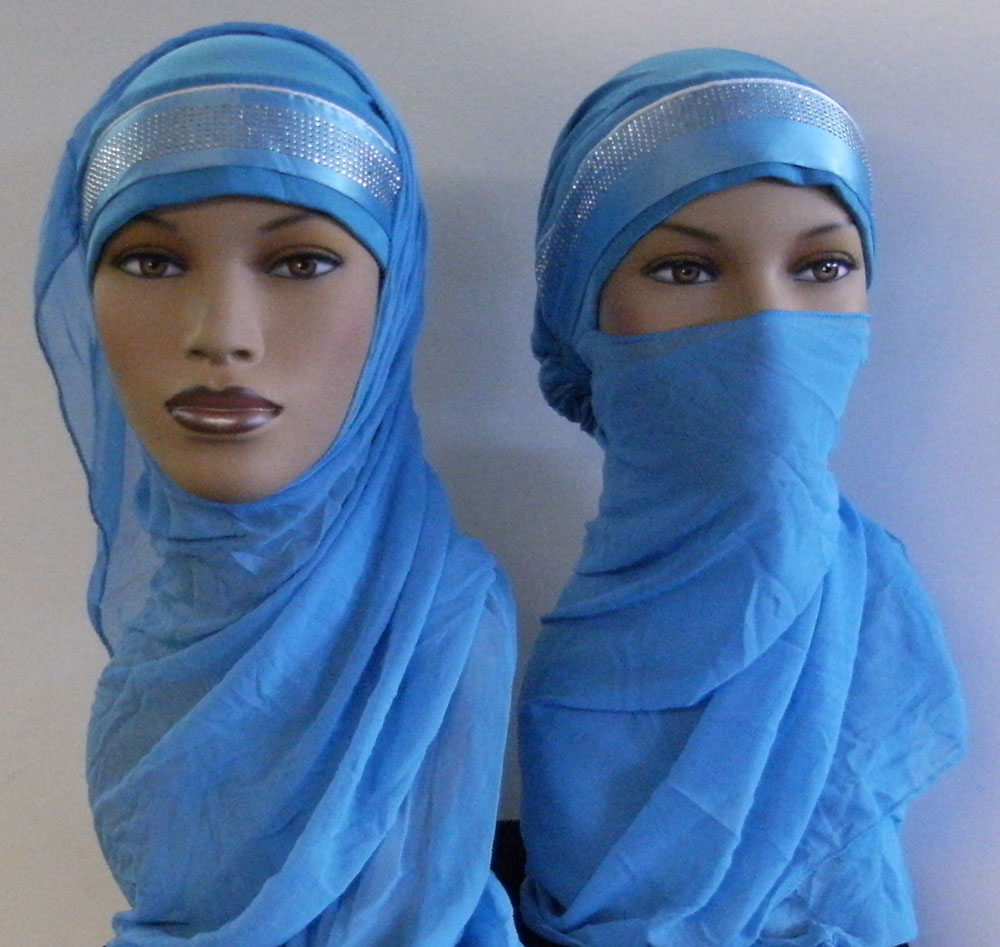
Der Hidschāb als Zeichen soll im Weltbild der Islamfeindlichkeit negative Deutungen von Islam und Muslimen transportieren, die zur Legitimation für deren Ablehnung dienen.

Chris Allen zieht einen Vergleich zwischen Islamfeindlichkeit und Rassismus gegenüber Schwarzen: Die Religion der Muslime, der Islam, habe einen ähnlichen Stellenwert wie die Hautfarbe für schwarze Männer. Beide würden primär durch die Brille dieses äußeren Zeichens verstanden, und zwar als homogene Gruppe. Damit würden negative Bedeutungen, die mit diesem Zeichen verbunden sind, auf alle seine Träger übertragen. Als eine Folge würden die betroffenen Gruppen diskriminiert: Während man etwa schwarze Männer unter den Generalverdacht der Kriminalität stelle und deshalb die Unschuldsvermutung missachte, würden Muslime durchweg als potenzielle Terroristen gesehen und damit strengeren Sicherheitsvorkehrungen unterworfen als andere Menschen. Nach Allen bedeutet dies, dass weniger die diskriminierenden Praktiken islamfeindlich seien, sondern eher die Deutungsmuster, die ihnen zugrunde liegen und als Legitimation für die Diskriminierung herangeführt werden. Dieser Behandlung können Angehörige der betroffenen Gruppen nicht entgehen, ohne sich aller äußerlichen Zeichen zu entledigen, weil sie über diese stets auf die eine, negative Deutung ihrer selbst reduziert werden. Die Akzeptanz der Ungleichbehandlung mit Verweis auf die negativ konnotierten Deutungen macht Muslime somit zu einer äußeren, einer „anderen“ Gruppe, die sich essenziell von allen anderen Menschen unterscheidet. Im gleichen Zug wird die Eigengruppe positiv aufgewertet – sei es, weil ihr die negativ konnotierten Zeichen der muslimischen Außengruppe fehlen oder weil sie über positiv konnotierte Zeichen verfügt, die den Muslimen fehlen. So dient etwa der Hidschāb im Kopftuchstreit dazu, seine muslimischen Trägerinnen als unemanzipiert und ihre Ehemänner und Väter als frauenfeindlich und rückwärtsgewandt darzustellen bzw. die Frauen selbst als Terroristinnen wahrzunehmen oder ihnen zumindest Extremismussympathien zu unterstellen. Was als Zeichen fungiert und was nicht, unterliegt stets einer Fluktuation und lässt sich deshalb nicht von vornherein festlegen. Die Zeichen lassen sich jedoch von außen stets durch ihren postulierten Bezug zum Islam identifizieren, auch wenn dieser Bezug nicht explizit formuliert werden muss.
Studien haben gezeigt, dass eine empfundene religiöse Diskriminierung und die Wahrnehmung einer islamophoben Gesellschaft dazu führen, dass Muslime in Europa sich mehr mit ihrer Religion und weniger mit dem jeweiligen europäischen Staat identifizieren. Zudem deuten Studien darauf hin, dass die Zunahme an negativen Haltungen gegenüber Muslimen die Gesundheit von Mitgliedern muslimischer Minoritäten in Europa negativ beeinflusst. Laut einer Studie aus dem Jahr 2012 ist allein die Wahrnehmung einer feindlichen Umgebung ausreichend, um eine negative Auswirkung auf die psychische Gesundheit von Muslimen zu bewirken, unabhängig davon, ob die Betroffenen persönliche Erfahrungen mit Diskriminierung gemacht haben.
Im Jahr 2022, drei Jahre nach dem islamfeindlichen Terroranschlag auf zwei Moscheen in Christchurch vom 15. März 2019, erklärte die UN-Generalversammlung auf Initiative Pakistans den 15. März zum Tag zur Bekämpfung von Islamophobie („International Day to Combat Islamophobia“).

## Geschichte
Die Frage, inwiefern gegenwärtige Islamfeindlichkeit in der Tradition der mittelalterlichen Auseinandersetzung des christlichen Europa mit den muslimischen Reichen in Europa, Nordafrika und Asien zu sehen ist, wird in der Forschung kontrovers diskutiert. Ähnliches gilt für den Orientalismus des 19. und 20. Jahrhunderts. Konsens ist aber, dass die zeitgenössische Islamfeindlichkeit viele Motive aus der Zeit der Kreuzzüge, der Türkenkriege und des Orientalismus übernommen hat. Zu den wichtigsten dieser Elemente gehören das generalisierende Bild vom Muslim als gewalttätig, übersexualisiert und unzivilisiert sowie die Vorstellung eines angeblich unüberwindbaren Antagonismus zwischen christlichem und aufgeklärtem Abendland und einem romantisierten und ursprünglichen, aber auch irrationalen muslimischen Orient. Da Islamfeindlichkeit auch innerhalb von gleichen Zeiträumen sehr unterschiedliche Formen annehmen kann, fällt es schwer, klare Start- oder Endpunkte für ihre Entwicklung festzulegen. Allerdings lassen sich grob zwei Phasen – spätes 20. und frühes 21. Jahrhundert – festmachen.

### 20. Jahrhundert: Aufkommender Antagonismus

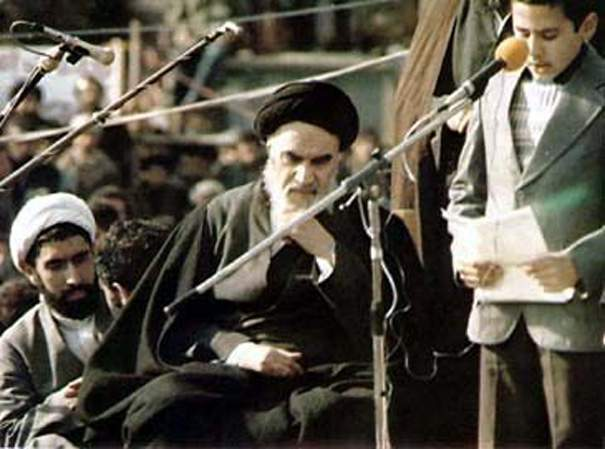
Machtübernahme Ruhollah Chomeinis im Iran 1979. Die Islamische Revolution wurde als fundamentaler Konflikt zwischen "westlichen" und islamischen Werten interpretiert.

Der häufigen Annahme, die Geburtsstunde der modernen Islamfeindlichkeit seien die Anschläge vom 11. September 2001 gewesen, wird von Gottschalk/Greenberg widersprochen. Die einschneidenden Ereignisse für die heutige Form der Islamfeindlichkeit, so ihre Gegenthese, lägen vielmehr in den 1970er und 1980er Jahren und seien sowohl in den westlichen Gesellschaften als auch in der politischen Entwicklung der muslimischen Staaten zu suchen. Zu ersten Konflikten zwischen islamisch und westlich geprägten Staaten kam es im israelisch-palästinensischen Konflikt und während der Ölkrisen ab 1973. Beide Ereignisse wurden aber damals noch nicht primär in religiösen, sondern in nationalen Kategorien verstanden. Für Aufsehen in der westlichen Öffentlichkeit sorgte vor allem die iranische Revolution von 1979, bei der die iranische Bevölkerung den vom Westen gestützten Reza Schah Pahlavi stürzte. In der Folge setzte sich ein radikal islamistisches Regime unter Ruhollah Chomeini an die Spitze des Staates. Von den westlichen Medien wie auch von diesem Regime selbst wurde die Revolution vor allem als Konflikt zwischen westlichen Werten und Interessen und denen des Islam interpretiert und dargestellt. Gleichzeitig wurde der Islam in dieser Berichterstellung mit den gleichen Attributen versehen wie bereits im Orientalismus: Rückständig, gewaltbereit, unaufgeklärt; eine Religion, die vor allem durch das Schwert verbreitet werde. Dieser aufkommende Antagonismus zwischen Westen und Islam blieb aber zunächst wenig wirkmächtig, unter anderem weil er von der kapitalistisch-kommunistischen Konfrontation im Kalten Krieg überdeckt wurde. 1988 erschien Salman Rushdies Buch Die satanischen Verse, in dem er auf die „Satanischen Verse“ Bezug nahm und den Propheten Mohammed auftreten ließ. Von vielen Muslimen wurde das Werk als blasphemisch und als Herabwürdigung des Islam interpretiert. Zwar verbot der Staat Indien das Buch als erstes, die größte Aufmerksamkeit erregte aber 1989 die Fatwa Chomeinis gegen Rushdie, in der er zu dessen Tötung aufrief. Rushdie musste untertauchen, Übersetzer des Buches wurden von Angreifern ermordet oder schwer verletzt. Weltweit kam es zu Protesten gegen die Satanischen Verse. Eine öffentliche Verbrennung des Buches durch eine Gruppe muslimischer Briten wurde von den Medien aufgegriffen und mit der Bücherverbrennung 1933 in Deutschland verglichen. Damit wurden nicht nur die Negativbilder des Islams befeuert, die zehn Jahre zuvor aufgekommen waren. Die christlich geprägten Mehrheiten im Westen entwickelten auch das erste Mal ein Bewusstsein dafür, dass Muslime nicht nur in Asien und Nordafrika, sondern auch in den nationalen Gesellschaften Europas und Nordamerikas lebten. Gleichzeitig wurden in der medialen Darstellung alle Muslime gleichgesetzt und in die Nähe Chomeinis gestellt.

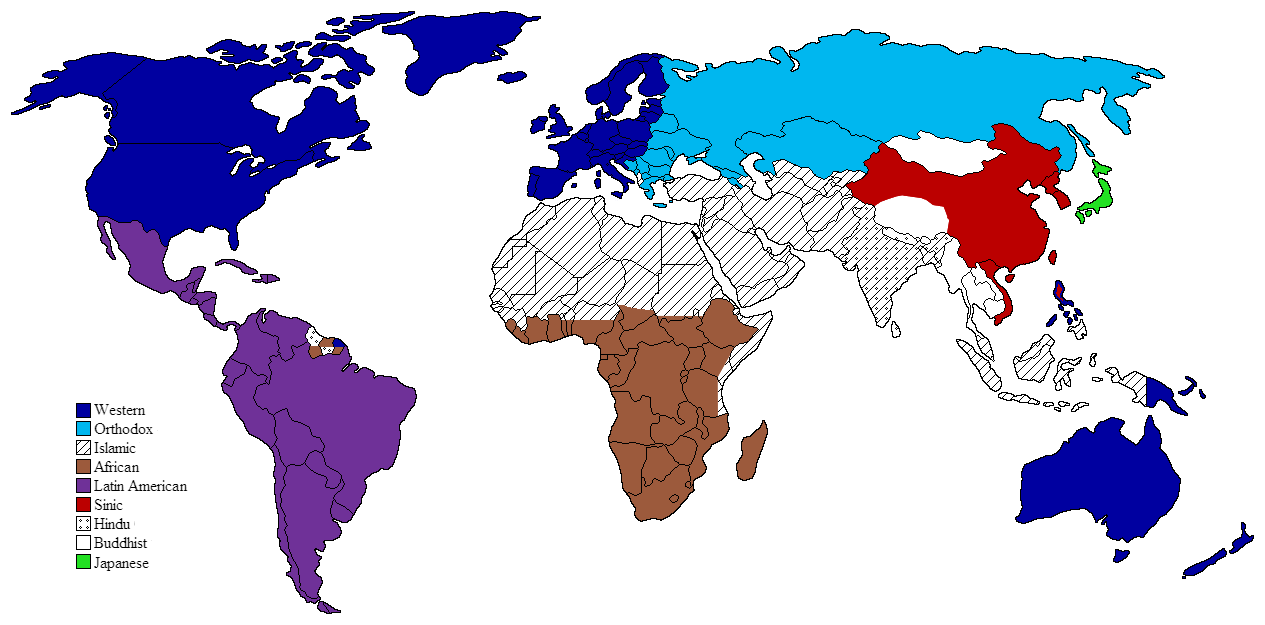
Die Kulturkreise der Welt nach Samuel P. Huntington mit einer klaren Unterscheidung zwischen westlicher (dunkelblau) und islamischer Welt (grau schraffiert). Kulturalistische Theorien wie die vom Kampf der Kulturen stellen den Islam als inkompatibel mit westlicher Kultur dar und trugen gegen Ende des 20. Jahrhunderts entscheidend zum Bild von Muslimen als Aggressoren bei.

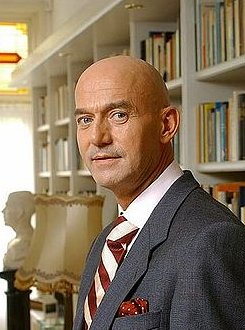
Der rechtspopulistische und 2002 ermordete Politiker Pim Fortuyn hatte sich bereits in den 1990ern gegen eine „Islamisierung“ der niederländischen Kultur ausgesprochen.

Etwa im gleichen Zeitraum kam es zu einem Wandel im Selbstbild vieler Minderheiten in Westeuropa. Die zahlreichen Gastarbeiter, Auswanderer aus den ehemaligen Kolonien und deren Nachkommen in westlichen Staaten hatten sich selbst lange Zeit anhand nationaler oder ethnischer Kategorien definiert. Hingegen wurden beispielsweise muslimische Pakistanis, buddhistische Singhalesen oder hinduistische Inder im Vereinigten Königreich seit den 1950er Jahren von Behörden und Regierungen unterschiedslos zunächst über Hautfarbe (colour), Rasse (race) und schließlich „Blackness“ definiert und zusammengefasst. Alle diese Kategorien waren von außen aufgeprägte Bezeichnungen und widersprachen dem Selbstbild der bisweilen miteinander im Konflikt stehenden Gruppen. Viele aus Südasien stammende Minderheiten verstanden sich nie als Schwarze und fühlten sich in diesem Minderheitendiskurs missachtet. Auch wenn die britische Rassendefinition später auch auf „monoethnische“ Religionsgemeinschaften ausgedehnt wurde (etwa Sikhs oder Juden), fanden etwa aus Pakistan stammende Briten weder als Pakistanis noch als Muslime oder gar Briten im eigentlichen Sinn Anerkennung. Gleichzeitig verzichtete der rassistische Diskurs ab den 1970er Jahren auf klassische rassistische Argumentationsmuster und bezeichnete nun Eigenschaften und Merkmale von Minderheiten, die sich nicht mit einem biologistischen Rassismus deckten. Sowohl das Bedürfnis der Minderheiten, sich selbst zu definieren, als auch das Aufkommen des „Neuen Rassismus“ führten dazu, dass sich Pakistanis, Bangladeshis oder Inder zunehmend entlang ihrer Religion definierten. Aus „Asians“ wurden so Muslime, Hindus und Sikhs. Diese Redefinition der britischen Minderheiten ging in den westlichen Medien zeitlich mit der Wahrnehmung des Islams als äußere Bedrohung einher. Die Protestakte kleiner, radikaler Gruppen wurden als Haltung „des Islams“ beziehungsweise „der Muslime“ interpretiert und damit die nationalen muslimischen Minderheiten mit islamistischen Fundamentalisten gleichgesetzt. Ähnliche Entwicklungen spielten sich wenige Zeit später in Frankreich ab, wo die aus den ehemaligen Kolonien stammenden muslimischen Bevölkerungsgruppen zunehmend als Teil eines globalen, homogenen Islams wahrgenommen werden.
Nach dem Zusammenbruch des Ostblocks fiel der Kommunismus als Bedrohung der westlichen Welt und als gemeinsamer Feind des Westens und islamistischer Bewegungen weg. Der Fokus verlagerte sich damit auf den supponierten Gegensatz zwischen westlicher und islamischer Kultur. Dazu trugen auch Werke wie Samuel P. Huntingtons Kampf der Kulturen bei, das die Welt in monolithische, religiös-kulturell definierte und unvereinbare Blöcke einteilte und die Zunahme von Konflikten zwischen diesen Weltteilen voraussagte. Auseinandersetzungen wie der Zweite Golfkrieg, der Bosnienkrieg oder der erste Tschetschenienkrieg wurden zunehmend als Kampf zwischen christlichem Westen und islamischem Osten interpretiert.

### 21. Jahrhundert: Erstarken der Islamfeindlichkeit

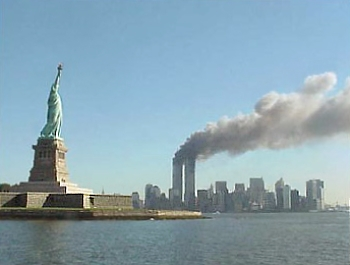
Die Anschläge vom 11. September 2001 wurden zum Ausgangspunkt einer neuen Welle der Islamfeindlichkeit: Sie wurden als Angriff auf westliche Werte wie Freiheit und Fortschritt verstanden und als Legitimation zum Kampf gegen den weltweiten Islamismus herangezogen. Gleichzeitig kam es zu einer Identifikation von Muslimen mit islamistischen Terroristen.

Obwohl die Stereotype und Bilder aus diesem Diskurs an Bedeutung gewonnen hatten, standen sie bis zum Ende des 20. Jahrhunderts nicht im Zentrum öffentlicher und politischer Wahrnehmung. Die Irak-, Jugoslawien- und Tschetschenienkriege waren stark ethnisch und politisch dominiert, Religion spielte nicht notwendigerweise eine dominante Rolle. Dies änderte sich mit den Anschlägen vom 11. September 2001. Die Attacken islamistischer Terroristen schufen nicht nur ein Bewusstsein für die Existenz eines religiös motivierten Terrorismus. Sie boten in der Folge auch den Rahmen für einen Diskurs, in dem dieser Terrorismus, der Islam und die Muslime weltweit gleichgesetzt oder zumindest in eine große ideologische Nähe zueinander gesetzt wurden. Tendenzen dazu hatte es schon früher gegeben, aber erst durch die enorme mediale Wirkung der Anschläge von 2001 gelangten diese Interpretationsmuster ins Bewusstsein einer breiten Öffentlichkeit. Die Terroranschläge dienten nicht nur als Legitimation für Militäreinsätze gegen vermeintlich oder tatsächlich islamistische Regimes und Terrorgruppen in der Welt. Sie boten über die Identifikation des Islams mit dem Terrorismus auch die Grundlage für einen islamfeindlichen Diskurs in den westlichen Staaten, der sich um die nationalen Minderheiten drehte.
Rechtsextreme und rechtspopulistische Parteien in Westeuropa wandten sich Muslimen als neuem Feindbild zu und forderten ihre Entfernung aus der Gesellschaft, während ihnen in den 1990er Jahren noch Asylbewerber und Wirtschaftsflüchtlinge als zu bekämpfende Übel gegolten hatten. Der islamfeindliche Diskurs hielt aber auch in die etablierte Politik und in die Mainstream-Medien Nordamerikas, Australiens und Europas Einzug. So wurde die Frage nach der Vereinbarkeit des Islams und damit der Muslime mit den Grundsätzen westlicher Gesellschaften gestellt. Über Minderheiten wurde nicht länger als Albaner, Marokkaner oder Pakistanis gesprochen, sondern als Muslime. Die Darstellung islamisch geprägter Länder als unterentwickelt, das Bild des Islam als antiliberale Ideologie und die Vorstellung von Muslimen als tendenziell reaktionär, homophob und frauenfeindlich eingestellten Menschen dominierte in den Medien. Muslime wurden als potenzielle Terroristen gesehen und etwa im Flugverkehr verschärften Sicherheitskontrollen unterworfen. Die Mohammed-Karikaturen führten 2005 zu gewalttätigen Ausbrüchen seitens muslimischer Gruppen, die von westlichen Medien mehrheitlich als Ausdruck eines Angriffs auf Meinungs- und Religionsfreiheit aufgefasst wurde. Die Islamfeindlichkeit beschränkte sich nach 2001 nicht nur auf Wortäußerungen, es kam zu Schändungen von Moscheen, Morden wie dem an Marwa El-Sherbini oder den Anschlägen von Anders Behring Breivik, der die „Islamisierung Europas“ als Grund für seine Taten angab. Die Opfer solcher Angriffe waren nicht nur Muslime, sondern auch Menschen, die für solche gehalten wurden, etwa Sikhs in Großbritannien.
Dessen ungeachtet ist Islamfeindlichkeit weiterhin in allen Teilen der europäischen Gesellschaften verbreitet, beispielsweise auch im Tourismus, wobei Reisende bei Aufenthalten in islamischen Ländern neben einer exotistischen Haltung durchaus auch islamfeindliche Positionen einnehmen.

## Forschungs- und Begriffsgeschichte
Der Begriff „Islamophobie“ lässt sich im französischen Sprachraum bis ins Jahr 1910 zurückverfolgen.
Im Zuge der französischen Kopftuchdebatten 2003–2004 wurde auch im deutschsprachigen Raum eine von den Journalistinnen Caroline Fourest und Fiammetta Venner lancierte Interpretation diskutiert, wonach die iranischen Mullahs den Begriff „Islamophobie“ in den 1980er Jahren geprägt haben sollten, um säkular orientierte Oppositionelle als unislamisch zu brandmarken; letztere lehnten demnach Verordnungen wie das Verhüllungsgebot aufgrund einer Abneigung gegen den Islam ab. Dieser Behauptung wurde jedoch etwa von Bernhard Schmid entgegengehalten, dass das Wort „Islamophobie“ mit seiner griechischen Wurzel im Persischen freilich nicht existiert und das Khomeni-Regime unverschleierte Frauen deswegen auch nicht als „islamophob“ bezeichnete, sondern wahlweise als zed-e eslam („gegen den Islam“) oder auch als zed-e enqelab („gegen die Revolution“). Im heutigen sozialwissenschaftlichen Kontext wurde der Begriff wohl zuerst Ende der 1980er Jahre von Tariq Modood, einem muslimischen Forscher am britischen Policy Studies Institute, verwendet. Wahrscheinlich stammt er aber aus den britischen muslimischen Gemeinschaften selbst, die Anfang der 1980er Jahre mit diesem Terminus die ihnen entgegenschlagende Abneigung und Diskriminierung benannten. Der antirassistische britische Runnymede Trust war 1994 die erste nichtmuslimische Instanz, die den Begriff aufgriff und Islamfeindlichkeit in dem Bericht A Very Light Sleeper: The Persistence and Dangers of Anti-Semitism als dem Antisemitismus ähnlich einstufte. Dieser Bericht bildete unter anderem die Basis für die Schaffung der Commission on British Muslims and Islamophobia (CBMI), die sich mit dem Phänomen der Islamfeindlichkeit beschäftigen sollte.
1997 erschien schließlich mit Islamophobia: A Challenge for Us All. Report of the Runnymede Trust Commission on British Muslims and Islamophobia die erste wissenschaftliche Publikation, die sich vorrangig mit der Definition, Beschreibung und Verortung von Islamfeindlichkeit beschäftigte. Herausgeber des meist kurz Runnymede Report genannten Berichts waren der Runnymede Trust und die CBMI. Der Bericht kam zu dem Schluss, dass Islamfeindlichkeit auf einer „geschlossenen Weltsicht“ beruhe. Damit nahm der Bericht auf ein Konzept des US-amerikanischen Sozialpsychologen Milton Rokeach Bezug – eine Herangehensweise, die nicht nur wegen ihres Hangs zum Behavioralismus kritisiert wurde. Chris Allen bemängelte unter anderem auch die fehlende historische Verortung, die vorgefassten Urteile der Studie und fehlende theoretische Grundlagen für die Herleitung der Islamfeindlichkeits-Definition. Weiterhin kritisierte er latent islamfeindliche Positionen in der Studie selbst, die Muslimen unterstelle, für Islamfeindlichkeit mitverantwortlich zu sein. Der Runnymede Report wurde auch von vielen weiteren Soziologen kritisiert, seine wegbereitende Rolle in der Erforschung der Islamfeindlichkeit gilt aber als unbestritten. Malcolm Brown nahm 2000 einen frühen Vergleich von Rassismus und Islamfeindlichkeit vor. Er kam zu dem Schluss, dass beide Phänomene getrennte historische Wurzeln hätten. Sie seien zwar prinzipiell unterschiedlich, beeinflussten sich aber gegenseitig. Brown kam zu dem Schluss, dass Rassismus und Islamfeindlichkeit getrennt voneinander analysiert werden sollten. Während Rassismus eine Erscheinung der Moderne sei, handele es sich bei Islamfeindlichkeit um einen Anachronismus aus vormoderner Zeit. Browns Analyse wurde in seiner und Robert Miles’ Neuauflage des Standardwerkes Racism von 2003 aufgegriffen und vertieft.
Nach dem 11. September 2001 und den darauf folgenden politischen Entwicklungen stieg die Aufmerksamkeit für Islamfeindlichkeit. Folglich stieg auch die Zahl wissenschaftlicher Werke an, die sich mit dem Phänomen beschäftigten. Die meisten dieser Publikationen arbeiteten jedoch mit relativ vagen und theoretisch nur wenig fundierten Definitionen. In der Regel beschränkten sie sich auf die Geschichte des Phänomens, oder aber sie analysierten nur aktuelle Erscheinungsformen. Erst 2010 legte Chris Allen eine umfangreichere Monografie vor, die sich speziell mit der Definition, den ideologischen Grundlagen und der Theorie der Islamfeindlichkeit widmete.
Historische Studien für einzelne Staaten liegen für Frankreich mit Thomas Deltombes L’Islam imaginaire und für die Vereinigten Staaten mit Islamophobia. Making Muslims the Enemy von Peter Gottschalk und Gabriel Greenberg vor. Die Geschichte der Islamfeindlichkeit im Vereinigten Königreich hat Chris Allen in mehreren Publikationen nachgezeichnet. Achim Bühl hat einen Band Islamfeindlichkeit in Deutschland verfasst, und Thorsten Gerald Schneiders von der Universität Münster hat zwei umfangreiche Fachbände zum Thema herausgegeben, die sich mit Islamfeindlichkeit und vergleichend dazu mit der ablehnenden Haltung von Islamkritik befassen. Mit der aktuellen Situation in Deutschland beschäftigt sich unter anderem das Berliner Zentrum für Antisemitismusforschung; in Österreich gibt Farid Hafez das Jahrbuch für Islamophobieforschung heraus.
Auch die psychologische Forschung beginnt das Thema zu bearbeiten: Das Institut für Religiosität in Psychiatrie & Psychotherapie veranstaltete 2011 die erste psychologische Fachtagung im Islamischen Zentrum Wien unter dem Ehrenschutz des Wiener Bürgermeisters Michael Häupl. Der Psychiater Raphael M. Bonelli von der Sigmund Freud Privatuniversität Wien analysierte dabei die psychologischen Wurzeln der Islamophobie einerseits als Teil der Xenophobie, andererseits als Teil einer generellen Religionsfeindlichkeit, die für eine irrationale Angst vor dem Islam stehe.
Die Rolle der Medien im Zusammenhang mit der wachsenden Islamfeindlichkeit ist zunehmend Thema auf gesellschaftspolitischer und wissenschaftlicher Ebene. Die Agentur der Europäischen Union für Grundrechte – Agency for Fundamental Rights (FRA), die die Wahrung der Grundrechte in der EU überwacht, weist immer wieder auf islamfeindliche Haltungen von Medien hin. In den letzten Jahren belegen auch wissenschaftliche Erhebungen islamfeindliche Positionen und Aussagen in verschiedenen Medien. Die Erforschung von Web-2.0-Inhalten steht noch an den Anfängen. Rüdiger Lohlker und Sabine Schiffer widmeten sich den Islaminhalten von Blogs, Thurner untersuchte Online-Foren sogenannter Qualitätszeitungen diskursanalytisch. Auch in journalistischem Rahmen wird das Hassposten diskutiert.

## Situation in Deutschland

### Islamfeindliche Straftaten
Im Juni 2014 antwortete die Bundesregierung auf eine kleine Anfrage zum Thema Islamfeindlichkeit. Demnach kam es im Zeitraum Januar 2012 bis März 2014 – also in 27 Monaten – in und um Moscheen 78 Mal zu antimuslimischen Vorfällen.
Seit 2017 werden islamfeindliche Straftaten systematisch von den Behörden erfasst (zuvor wurden nur allgemein „gegen die Religion gerichtete Straftaten“ erfasst). In jenem Jahr kam es zu ca. 1.000 islamfeindlichen Straftaten, dazu gehören Anschläge, Schmierereien und Schändungen von Objekten. Dabei wurden 33 Menschen verletzt. Zum Vergleich: Die Anzahl der Angriffe auf Christen und ihre Einrichtung betrug im gleichen Zeitraum 127. In den Jahren 2019 (871 Straftaten, 33 Verletzte) und 2020 (901 Straftaten, 48 Verletzte) lagen die Zahlen in vergleichbarer Höhe. 2020 wurden beim Anschlag in Hanau mehrere Menschen aus islamfeindlichen Motiven getötet. 2023 verzeichnete das Bundeskriminalamt 1.454 islamfeindliche Straftaten, ein Anstieg um 140 % gegenüber dem Vorjahr. 2024 wurden 1.848 islamfeindliche Straftaten registriert.

### Islamfeindliche Einstellungen
Nach Wilhelm Heitmeyer (Deutsche Zustände) war die Zustimmung zu islamfeindlichen Aussagen zwischen 2003 und 2011 relativ stabil. Jeweils zwischen 20 und 30 % der Bevölkerung war der Ansicht, Muslimen solle die Zuwanderung nach Deutschland untersagt werden, und zwischen 30 und 40 % fühlten sich „durch die vielen Muslime […] manchmal fremd im eigenen Land.“
Eine Studie von Andreas Zick und anderen stellte 2011 fest, dass 46,1 % der Befragten der Ansicht seien, es gebe zu viele Muslime in Deutschland, und 54,1 %, Muslime stellten zu viele Forderungen. Damit lag Deutschland im Mittelfeld im Vergleich mit weiteren europäischen Ländern (Großbritannien, Frankreich, Niederlande, Italien, Portugal, Polen, Ungarn).
Die repräsentative Leipziger Mitte-Studie von 2018 konstatiert, dass 44 % der Befragten vollständig oder teilweise der Ansicht seien, dass die „muslimische Zuwanderung nach Deutschland untersagt werden solle“. Mehr als die Hälfte der Befragten äußerte, „sich wegen der Muslima und Muslime fremd im eigenen Land zu fühlen“. Damit habe sich die ablehnende Haltung gegenüber Muslimen seit 2016 weiter erhöht. Die Islamfeindlichkeit (bzw. Muslimfeindlichkeit) ist nach dieser Erhebung in Ostdeutschland (50,7 %) höher als im Westen (42,4 %) und bei Personen ohne Abitur (48,4 %) stärker ausgeprägt als bei Personen mit Abitur (27,2 %).
Einer repräsentativen Umfrage der Bertelsmann-Stiftung von 2017 bis 2019 zufolge empfinden ca. 50 % der Menschen in Deutschland den Islam als Bedrohung (Ost: 57 %; West: 50 %). Die Herausgeberin bezeichnete dieses als „weit verbreitete Islamskepsis“, die jedoch „nicht unbedingt mit Islamfeindlichkeit gleichzusetzen“ sei. Ferner wollten laut der Erhebung 30 % der Menschen im Osten und 16 % der Menschen im Westen keine Muslime als Nachbarn haben.
Der Historiker Wolfgang Benz verweist auf Publizisten wie Hans-Peter Raddatz und Udo Ulfkotte, die publikumswirksam durch „Panikmache“ Ängste gegenüber dem Islam schüren und Gefahren beschwören würden. Letzterer beschwöre eine „muslimische Weltrevolution“ und einen „geheimen Plan zur Unterwanderung nichtmuslimischer Staaten“, was rein seiner Fantasie entspringe, wie bei den Protokollen der Weisen von Zion aber den Fremdenfeinden als Versicherung ausreiche. Die Soziologin Naika Foroutan gibt Thilo Sarrazins Bestseller Deutschland schafft sich ab (2010) eine Mitverantwortung an zunehmender Islamophobie. Die „tendenziösen und pauschal abwertenden“ Ausführungen hätten „Dämme brechen lassen“. Der Diskursraum habe sich bis an den Punkt öffentlicher Diffamierung verlagert. Foroutan sieht einen Zusammenhang zu steigender Islamophobie. Sarrazin könne demnach „als Katalysator deutscher Befindlichkeiten verstanden werden“.
Wolfgang Benz bezeichnet den 2004 gegründeten Weblog Politically Incorrect als eine der wichtigsten islamfeindlichen Seiten. Ende 2014 formierte sich zunächst die Bewegung „Hooligans gegen Salafisten“ (HoGeSa) und später in Dresden sowie später auch andernorts die Bewegung „Patriotische Europäer gegen die Islamisierung des Abendlandes“ (PEGIDA), wobei letztere vielfach als islamfeindlich charakterisiert wurde.
Die unabhängige Kommission des Europarates gegen Rassismus und Intoleranz (ECRI – Europäische Kommission gegen Rassismus und Intoleranz) veröffentlichte im März 2020 einen länderspezifischen Bericht und stellte in ihrem sechsten Prüfungsbericht über Deutschland für den Zeitraum zwischen 2014 und 2019 besorgt fest, dass „es … einen hohen Grad an Islamophobie [gibt] und der öffentliche Diskurs … zunehmend fremdenfeindlicher geworden“ ist, weil sich „… die ständige islamophobe und fremdenfeindliche Rhetorik der extremen Rechten … auf den allgemeinen politischen Diskurs niedergeschlagen“ hat.
In einem von den Anthropologen Ivan Kalmar (Toronto) und Nitzan Shoshan (Mexiko-Stadt) herausgegebenen Sammelband wird insbesondere untersucht, inwieweit der in Ostdeutschland verbreitete Antiislamismus auch auf Interventionen und Einflüsse des Westens zurückzuführen ist (z. B. durch die feministische Bewegung).